# Прибрежная зона

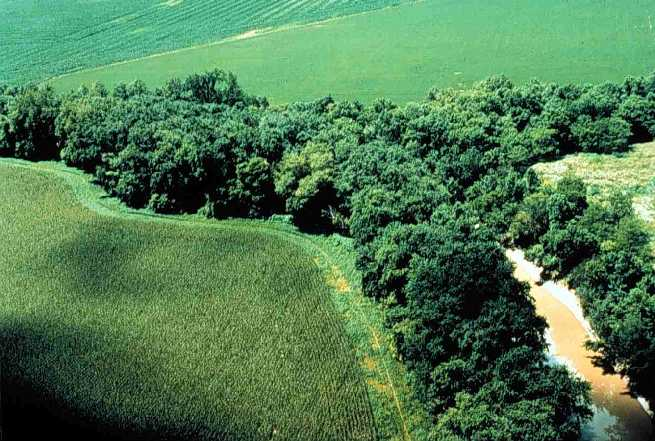
Хорошо сохранившаяся естественная прибрежная полоса на притоке озера Эри

Прибрежная зона — граница между сушей и рекой или течением. Термин прибрежный также является подходящей номенклатурой для одного из наземных биомов Земли. Растительные местообитания и сообщества по окраинам и берегам рек называются прибрежной растительностью, для которой характерны влаголюбивые растения. Прибрежные зоны важны в экологии, управлении природными ресурсами и гражданском строительстве из-за их роли в сохранении почв, биоразнообразия их среды обитания и влияния, которое они оказывают на фауну и водные экосистемы, включая луга, леса, водно-болотные угодья или даже нерастительные территории. В некоторых регионах для характеристики прибрежной зоны используются термины прибрежное редколесье, прибрежный лес, прибрежная буферная зона, прибрежный коридор и прибрежная полоса.

## Характеристики
Прибрежные зоны могут быть естественными или спроектированными для стабилизации или восстановления почвы. Эти зоны являются важными природными биофильтрами, защищающими водную среду от избыточного заиления, загрязненного поверхностного стока и эрозии. Они обеспечивают укрытие и пищу для многих водных животных, а также тень, которая ограничивает изменение температуры течения. Когда прибрежные зоны повреждены в результате строительства, сельского хозяйства или лесоводства, может произойти биологическое восстановление, обычно путем вмешательства человека в борьбу с эрозией и восстановление растительности. Если территория, прилегающая к водотоку, имеет стоячую воду или насыщенную почву в течение всего сезона, её обычно называют водно-болотным угодьем из-за её характеристик влажного грунта. Из-за их выдающейся роли в поддержании разнообразия видов, прибрежные зоны часто являются предметом национальной охраны в плане действий по сохранению биоразнообразия. Они также известны как «буфер растительных отходов».
Исследования показывают, что прибрежные зоны играют важную роль в улучшении качества воды как для поверхностного стока, так и для воды, поступающей в ручьи через подземный сток. Прибрежные зоны могут сыграть определённую роль в снижении загрязнения поверхностного стока нитратами, такими как навоз и другие удобрения с сельскохозяйственных полей, которые в противном случае нанесли бы ущерб экосистемам и здоровью людей. В частности, важно ослабление нитратов или денитрификация нитратов из удобрений в этой буферной зоне. Использование прибрежных зон водно-болотных угодий демонстрирует особенно высокий уровень удаления нитратов, поступающих в течение, и, таким образом, имеет место в управлении сельским хозяйством. Также с точки зрения переноса углерода из наземных экосистем в водные экосистемы прибрежные подземные воды могут играть важную роль. Таким образом, можно провести различие между частями прибрежной зоны, которые соединяют большие части ландшафта с течениями, и прибрежными районами с большим вкладом местных подземных вод.

## Роли и функции

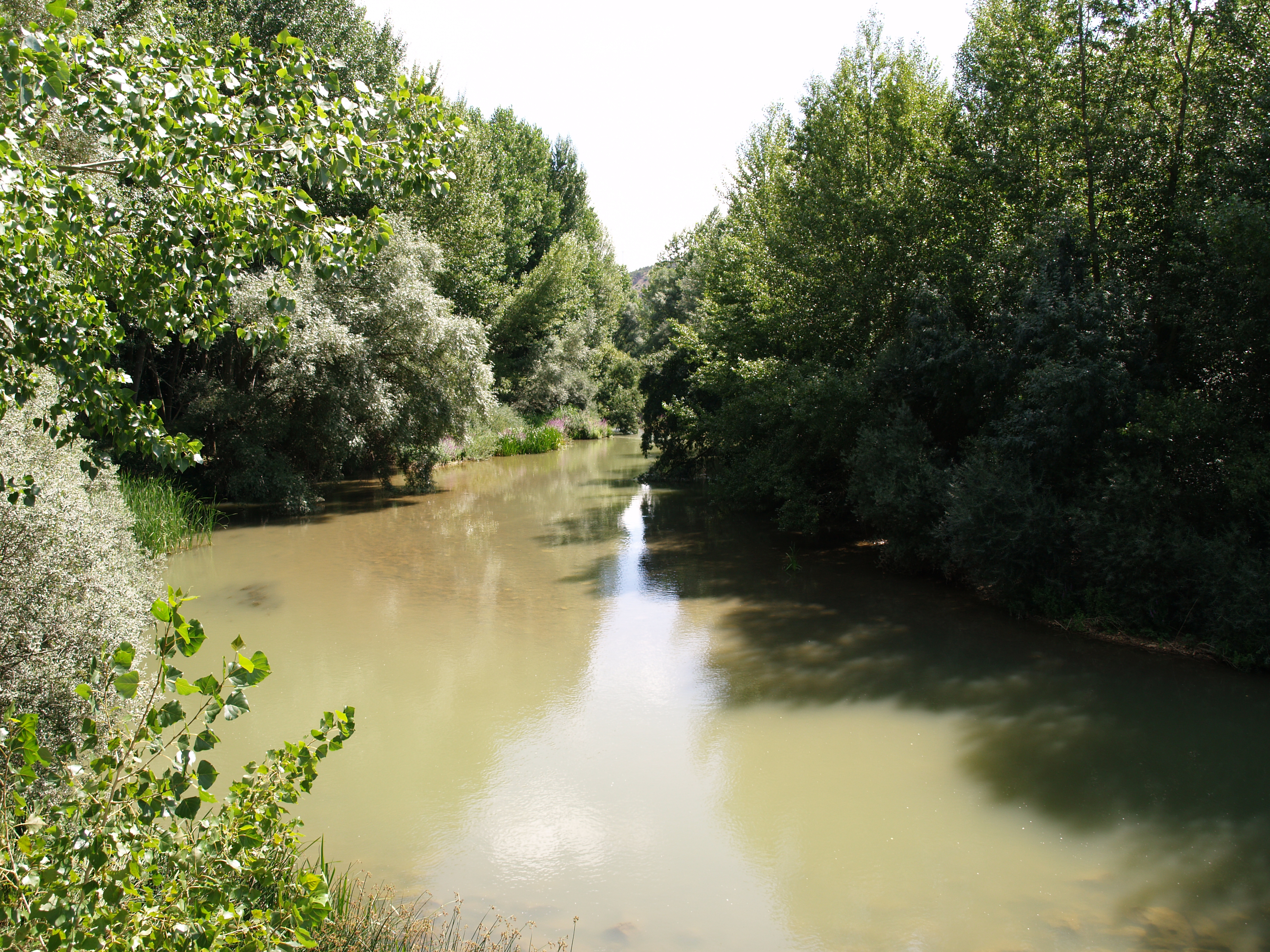
Густая прибрежная растительность вдоль реки Писуэрга в Испании

Прибрежные зоны рассеивают энергию течения. Извилистые изгибы реки в сочетании с растительностью и корневой системой замедляют течение воды, что уменьшает эрозию почвы и ущерб от наводнений. Отложения улавливаются, уменьшая количество взвешенных веществ, чтобы сделать воду менее мутной, пополняя почву и создавая берега ручьев. Загрязняющие вещества удаляются из поверхностных стоков, улучшая качество воды за счет биофильтрации.
Прибрежные зоны также обеспечивают среду обитания диких животных, повышенное биоразнообразие и коридоры дикой природы, позволяющие водным и прибрежным организмам перемещаться по речным системам, избегая изолированных сообществ. Прибрежная растительность также может служить кормом для диких животных и домашнего скота.
Прибрежные зоны также важны для рыб, обитающих в реках. Воздействие на прибрежные зоны может повлиять на рыбу, и восстановление зоны не всегда является достаточным для восстановления популяций рыб.
Они обеспечивают естественное орошение ландшафта, расширяя сезонные или многолетние потоки воды. Питательные вещества из наземной растительности (например, растительный опад и остатки насекомых) переносятся в водные пищевые сети и являются жизненно важным источником энергии в водных пищевых сетях. Растительность, окружающая ручей, помогает затенять воду, смягчая перепады температуры воды. Резкие перепады температуры воды могут иметь летальные последствия для рыб и других организмов в этом районе. Растительность также способствует попаданию древесных остатков в ручьи, что важно для поддержания геоморфологии.
С социальной точки зрения прибрежные зоны способствуют повышению ценности близлежащей недвижимости за счет удобств и видов, а также улучшают удобство пешеходных и велосипедных дорожек за счет поддержки сетей прибрежных дорог. Пространство создано для прибрежных видов спорта, таких как рыбалка, плавание и спуск на воду гребных судов.
Прибрежная зона действует как буфер жертвенной эрозии для поглощения воздействия факторов, включая изменение климата, увеличение стока в результате урбанизации и увеличение кильватерного следа, без повреждения сооружений, расположенных за зоной отступления.

## Роль в лесозаготовке
Защита прибрежных зон часто является важным фактором при проведении лесозаготовительных работ. Нетронутая почва, почвенный покров и растительность обеспечивают тень, растительную подстилку и древесный материал, а также уменьшают вынос эродированной почвы с убранной площади. Такие факторы, как типы почвы и структура корней, климатические условия и растительный покров, определяют эффективность прибрежной буферной зоны. Деятельность, связанная с лесозаготовками, такая как внесение отложений, интродукция или удаление видов, а также поступление загрязнённой воды, приводит к деградации прибрежных зон.

## Растительность

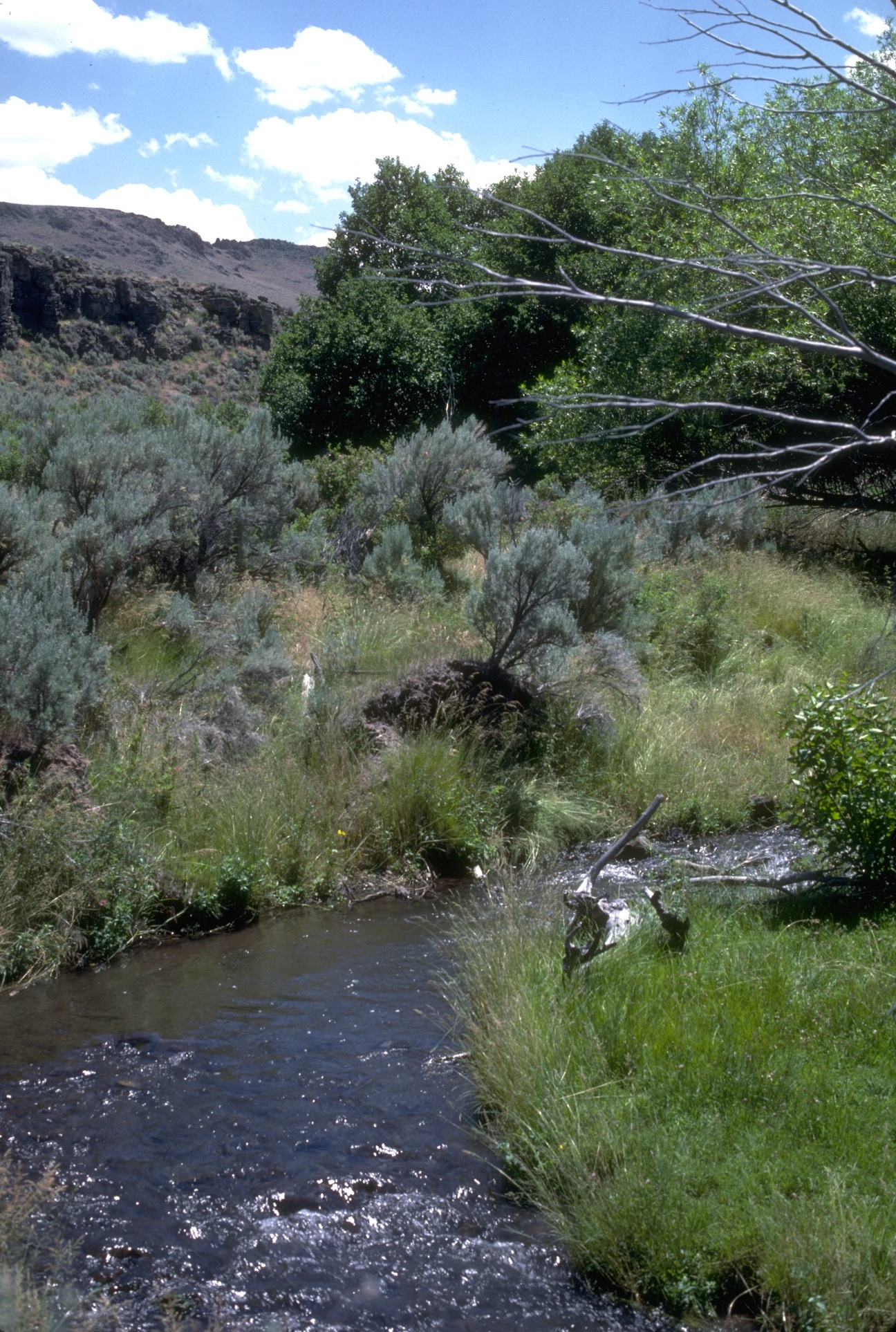
Прибрежная зона вдоль Траут-Крик в горах Траут-Крик, часть округа Бюро по управлению земельными ресурсами Бёрнса на юго-востоке штата Орегон. Ручей является важной средой обитания для форели.

Ассортимент деревьев прибрежной зоны отличается от деревьев водно-болотных угодий и обычно состоит из растений, которые являются либо водными растениями, либо травами, деревьями и кустарниками, которые растут в непосредственной близости от воды.

### Северная Америка

#### Кромка воды
Травянистые многолетники:
- Carex stricta
- Iris virginica
- Peltandra virginica
- Sagittaria lancifolia

#### Затопленная прибрежная зона
Травянистые многолетники:
- Eleocharis obtusa
- Eleocharis quadrangulata
- Sagittaria latifolia
- Schoenoplectus americanus
- Schoenoplectus tabernaemontani

#### Западная часть
В западной части Северной Америки и на побережье Тихого океана прибрежная растительность включает:
Прибрежные деревья
- Abies grandis
- Acer macrophyllum
- Alnus rhombifolia
- Alnus rubra
- Chamaecyparis lawsoniana
- Cornus nuttallii
- Fraxinus latifolia
- Picea sitchensis
- Platanus racemosa
- Populus fremontii
- Populus tremuloides
- Populus trichocarpa
- Prunus emarginata
- Quercus agrifolia
- Quercus garryana
- Salix lasiolepis
- Salix lucida
- Sequoia sempervirens
- Taxus brevifolia
- Thuja plicata
- Umbellularia californica

Прибрежные кустарники
- Acer circinatum
- Cornus sericea
- Lonicera involucrata
- Oemleria cerasiformis
- Oplopanax horridus
- Rhododendron occidentale
- Ribes spp.
- Rosa pisocarpa
- Rubus spp.
- Salix spp.
- Spiraea douglasii
- Symphoricarpos albus

Другие растения
- Adiantum
- Aquilegia spp.
- Carex spp.
- Dryopteris
- Festuca californica
- Juncus spp.
- Leymus condensatus
- Melica californica
- Mimulus spp.
- Polypodium
- Polystichum
- Pteridium
- Woodwardia

### Азия
В Азии существуют различные типы прибрежной растительности, но взаимодействие между гидрологией и экологией такое же, как и в других географических регионах.
- Carex spp.
- Juncus spp.

### Австралия

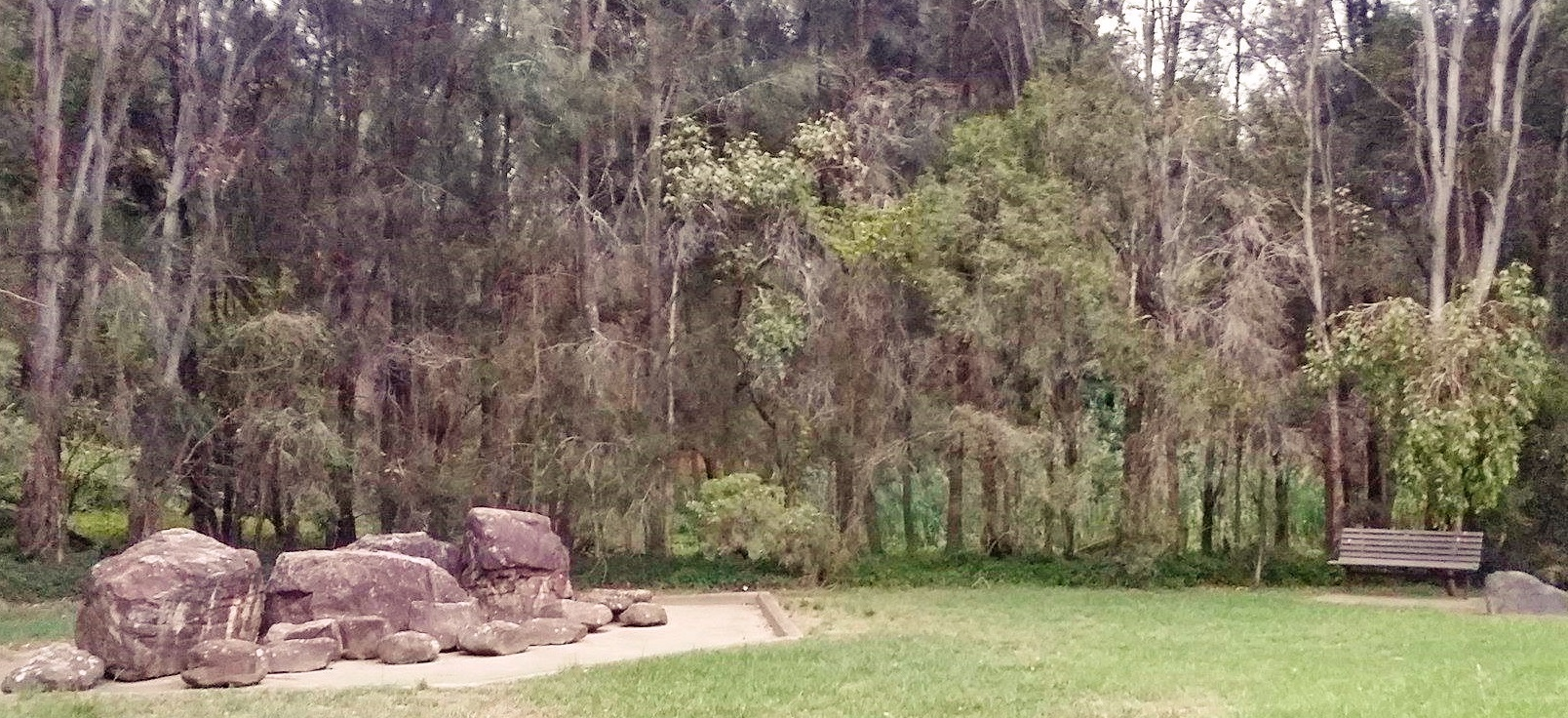
Прибрежная зона в Западном Сиднее.

Типичная прибрежная растительность в умеренном климате Нового Южного Уэльса, Австралия, включает:
- Acacia melanoxylon
- Acacia pravissima
- Acacia rubida
- Bursaria lasiophylla
- Casuarina cunninghamiana
- Eucalyptus bridgesiana
- Eucalyptus camaldulensis
- Eucalyptus melliodora
- Eucalyptus viminalis
- Kunzea ericoides
- Leptospermum obovatum
- Melaleuca citrina
- Melaleuca ericifolia
- Melaleuca paludicola

### Центральная Европа
Typical riparian zone trees in Europe include:
- Acer campestre
- Acer pseudoplatanus
- Alnus glutinosa
- Carpinus betulus
- Fraxinus excelsior
- Juglans regia
- Malus sylvestris
- Populus alba
- Populus nigra
- Quercus robur
- Salix alba
- Salix fragilis
- Tilia cordata
- Ulmus laevis
- Ulmus minor

## Восстановление
Расчистка земель, сопровождаемая наводнениями, может быстро разрушить берег реки, унося ценные травы и почвы вниз по течению, а затем позволяя солнцу высушить землю. Прибрежные зоны могут быть восстановлены путем перемещения, реабилитации и времени. Методы естественного последовательного земледелия использовались в Верхней долине Хантер в Новом Южном Уэльсе, Австралия, в попытке быстро восстановить разрушенные хозяйства до оптимальной производительности.
Техника естественного последовательного земледелия включает в себя создание препятствий на пути воды, чтобы уменьшить энергию наводнения и помочь воде осаждать почву и просачиваться в зону затопления. Другой метод заключается в быстром установлении экологической преемственности путем поощрения роста быстрорастущих растений, таких как «сорняки» (виды-первопроходцы). Они могут распространяться вдоль водотока и вызывать ухудшение состояния окружающей среды, но могут стабилизировать почву, накапливать углерод в земле и защищать землю от высыхания. Сорняки улучшат русла ручьёв, чтобы деревья и травы могли вернуться, а затем в идеале заменить сорные растения. Существует несколько других методов, используемых правительственными и неправительственными учреждениями для решения проблемы деградации прибрежных районов и русла рек, начиная от установки сооружений регулирующих русло, таких как бревенчатые пороги, до использования штифтовых волнорезов или закладки камней.

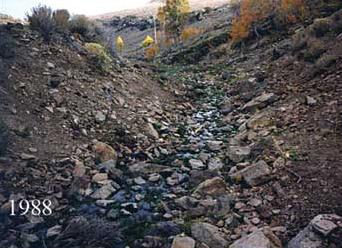
Прибрежная зона Коттонвуд-Крик на юго-востоке штата Орегон до восстановления, 1988
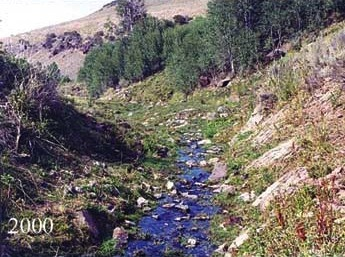
Прибрежная зона Коттонвуд-Крик во время восстановления, 2000
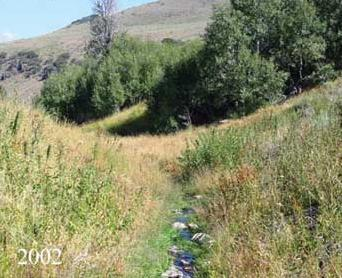
Прибрежная зона Коттонвуд-Крик после восстановления, 2002